# Санкт-Петербургский государственный академический симфонический оркестр
Санкт-Петербургский государственный академический симфонический оркестр (аббр. СПб ГАСО) — российский симфонический оркестр, базирующийся в Санкт-Петербурге. Основан в 1967 как Ленинградский камерный оркестр старинной и современной музыки, современное название — с 1996 года.

## История
Оркестр был основан в 1967 году как Ленинградский камерный оркестр старинной и современной музыки, по инициативе дирижёров Н. С. Рабиновича и К. И. Элиасберга. Основной задачей оркестра было исполнение малоизвестных произведений различных эпох. Оркестр тесно сотрудничал с ленинградским Союзом композиторов. В 1970-х годах под руководством Э. А. Серова оркестр получил государственный статус. В 1985 году он превратился из камерного оркестра в камерный симфонический и поменял (с 1986) название. В 1986-93 гг. коллектив назывался Ленинградский государственный камерный симфонический оркестр, в 1993—96 гг. Санкт-Петербургский государственный симфонический оркестр. Современное название оркестр получил в 1996.
С 1988 года основная концертная площадка оркестра располагается во дворце Белосельских-Белозерских по адресу Невский проспект, дом 41.

## Главные дирижёры
- Николай Рабинович (1967—1972)
- Эдуард Серов (1974—1985)
- Равиль Мартынов (1986—2004)
- Василий Петренко (2004—2007)
- Александр Титов (2007—2013)
- Петер Феранец (2015—2016)
- Александр Титов (с 2017 - по н.вр. )[1]

## Известные музыканты оркестра
- Григорий Волобуев (кларнет)
- Валентин Капустин (фагот)
- Григорий Корчмар (фортепиано)
- Тимур Мартынов (труба)
- Олег Частиков (кларнет)
- Борис Виноградов (тромбон)

## Награды
- Почётный диплом Законодательного Собрания Санкт-Петербурга (26 февраля 1997 года) — за заслуги в развитии музыкальной культуры Санкт-Петербурга и в связи с 30-летием со дня создания[2]